# Trieu-dynastie
De Trieu-dynastie (Vietnamees: Nhà Triệu, uitspraak: /cḭɜw31/) regeerde over Vietnam van 207 tot 111 v.Chr.

## Stichting van het land
In 214 v.Chr. stuurde de Chinese Qin-dynastie een leger naar het zuiden. De provincies Que Lam (Vietnamees: Quế Lâm) en Nam Hai (Vietnamees: Nam Hải) werden er gesticht. Nham Ngao (Vietnamees: Nhâm Ngao, volgens sommige bronnen ook Nhiệm of Nhậm Hiêu) werd er gouverneur en Trieu Da (Vietnamees: Triệu Đà) werd aan het hoofd van het district Long Xuyen (Vietnamees: Long Xuyên) geplaatst. In 210 v.Chr. vielen Nham Ngao en Trieu Da het land Au Lac van An Duong Vuong binnen, maar ze werden verslagen en ze moesten zich terugtrekken.
Nadat Qin Shi Huangdi stierf, verviel zijn land in chaos en overal rezen opstanden. Nham Ngao, die op sterven lag, raadde Trieu Da aan het land van de Viets te veroveren en er zelf koning te worden. In 208 v.Chr. (volgens sommige theorieën in 179 v.Chr.) overwon Trieu Da Au Lac en hij lijfde Au Lac in bij Nam Hai. In 207 v.Chr. stichtte Trieu Da het land Nam Viet (Vietnamees: Nam Việt, "Zuid-Viet") en hij kroonde zichzelf tot Koning van Nam Viet onder de naam Trieu Vu Vuong.

### Relaties met de Han-dynastie
In China kwam de Han-dynastie aan de macht met keizer Han Gaozu. Luc Gia (Vietnamees: Lục Giả) werd naar Trieu Da gestuurd. Aanvankelijk wilde Trieu Da van geen wijken weten, en Luc Gia zei: "U bent een Chinees, de graven van uw voorouders en uw ouders zijn allen in de provincie Chan Dinh (Chân Định). Nu is de familie Han keizer over de mensen, en zij zenden nu een ambassadeur naar u; indien u naar deze ambassadeur niet luistert, indien u deze kans om leenheer te worden niet aangrijpt, dan zal de Han-keizer vertoornd zijn en de graven van uw voorouders vernielen en uw ouders doden, en vervolgens zal hij zijn leger hierheen voeren, en wat zal u dan doen?" Toen Trieu Vu Vuong deze woorden hoorde, antwoordde hij onmiddellijk glimlachend: "Spijtig dat ik niet in opstand kon komen in China zelf, maar aangezien het zo niet is, zal ik niet minder zijn dan de Han-keizer."
Toen Han Gaozu stierf, kroonde Trieu Da zich tot keizer en hij stuurde een leger naar Changsha (het huidige Hunan). In 181 v.Chr. werd het leger van de Hans verslagen door dat van Trieu Da, wat zijn prestige alleen maar vergrootte.
Han Wudi werd keizer, en hij stuurde Luc Gia naar Trieu Da om hem te overreden zich te onderwerpen aan de Hans. Trieu Da gehoorzaamde. Hij gaf de keizerstitel op en hij betaalde schatplicht aan de Han-dynastie.

## Ondergang
In 137 v.Chr. stierf Trieu Da en de troon ging naar zijn kleinzoon Trieu Ho (Vietnamees: Triệu Hồ). Deze regeerde gedurende twaalf jaar (van 136 tot 125 v.Chr.) en toen hij stierf, werd hij opgevolgd door Anh Te (Vietnamees: Anh Tề). Anh Te gijzelde een meisje van de Han-dynastie genaamd Cu (Vietnamees: Cù), en hij verwekte bij haar een kind genaamd Hung (Hưng). Nadat hij de troon besteeg, werd Cu koningin en Hung werd troonopvolger.
Anh Te regeerde eveneens gedurende twaalf jaar, waarna hij in 113 v.Chr. stierf. Hung werd koning, maar zijn moeder Cu was regent. Cu onderhield relaties met de Chinese ambassadeur, met we ze nog intiem was geweest voordat ze met Anh Te trouwde.
De eerste minister Lu Gia (Lữ Gai, volgens sommige bronnen was hij etnisch Vietnamees) had gediend onder drie generaties Trieu-koningen. Hij was meer geliefd bij het volk dan zijn meester en hij wilde in opstand komen. De koningin-moeder wilde de hulp van de Hans inroepen om Lu Gia om te brengen. Lu Gia bracht zijn leger op de been, hij doode de koning en koningin-moeder Cu, evenals de Chinese ambassadeur. Hij kroonde een nakomeling van Trieu Da genaamd Kien Duc (Kiến Đức) tot koning Thuat Duong Vuong.
De Chinese keizer Han Wudi stuurde een leger naar Nam Viet. Lu Gia trad het tegemoet en hij wist de generaal van het Chinese leger te doden. Han Wudi stuurde twee andere generaals en dit keer werden zowel koning Thuat Duong Vuong als zijn eerste minister Lu Gia gevangengenomen en gedood.
Nadat hij Nam Viet had ingenomen, verdeelde keizer Han Wudi het land in drie districten, en het grondgebied ging deel uitmaken van het land van de Hans.

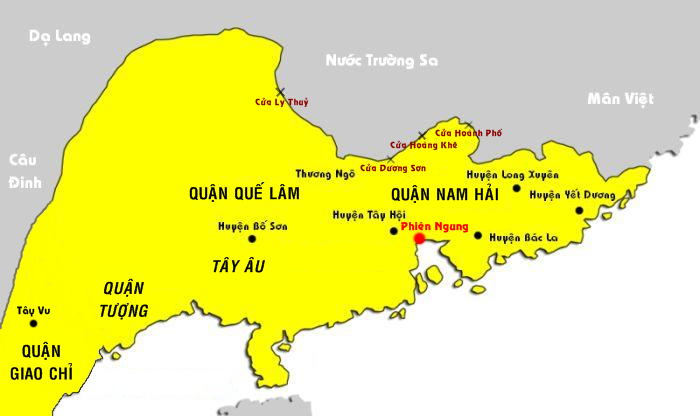
Kaart van Nam Viet

## Kanttekening
In de geschiedenis van China wordt de Trieu-dynastie (of Zhao) gezien als een vazalstaat van China, maar in de Vietnamese geschiedschrijving bestaat er nogal wat onenigheid over de correcte interpretatie. Tijdens de feodale periode werd de tijd van de Trieu's beschouwd als een tijd van Vietnamese onafhankelijkheid, gezien dat de Trieu-familie tot in 111 v.Chr. een politiek onafhankelijk van China voerde, totdat de Han-legers het land binnenvielen en innamen en Vietnam weer onder het gezag van de Hans stond. Tegenwoordig is de overheersende visie dat Vietnam in die tijd onderhorig was aan China, want:
- Trieu Da was van Chinese afkomst.
- Trieu Da was een Qin-generaal die zijn eigen territorium uitbreidde en een eigen land stichtte, en vervolgens maar Au Lac veroverde.
- Het grondgebied van het huidige Vietnam viel amper binnen de Nam Vietse grenzen, terwijl het huidige China Nam Viet bijna volledig binnen haar grenzen bevat.
- De voorouders van de huidige bevolking van Vietnam woonden bijna allen buiten de grenzen van Nam Viet, terwijl de voorouders van de mensen die nu in dat deel van China wonen, woonden bijna allen waar toen Nam Viet was.
- Het Nam Viet van Trieu Da kan beter worden gezien als een satellietstaat van China, net zoals het land van Zuid-Han later tijdens de periode van de Vijf Staten in de Chinese geschiedenis. Het Zuid-Han van toen besloeg voor korte tijd een klein deel van wat nu noordelijke Vietnam is.

## De koningen van de Trieu-dynastie
| Titel (Vietnamees, klassiek Chinees, Pinyin, Kantonnese uitspraak) | Echte naam (Vietnamees, klassiek Chinees, Pinyin, Kantonnese uitspraak)       | Regeertijd            |
| ------------------------------------------------------------------ | ----------------------------------------------------------------------------- | --------------------- |
| Vũ Vương (武王, Wǔ Wáng, Mo Wong) of Vũ Đế (武帝, Wu Di, Mo Tai)   | Triệu Đà (趙佗, Zhào Tuó, Chiu To)                                            | 207 v.Chr.-137 v.Chr. |
| Văn Vương (文王, Wén Wáng, Man Wong)                               | Triệu Hồ (趙胡, Zhào Hú, Chiu Wu) of Triệu Mạt/Muội (趙眜, Zhào Mò, Chiu Mut) | 137 v.Chr.-124 v.Chr. |
| Minh Vương (明王, Míng Wáng, Ming Wong)                            | Triệu Anh Tề (趙嬰齊, Zhào Yīngqí, Chiu Ying-chai)                            | 124 v.Chr.-113 v.Chr. |
| Ai Vương (哀王, Āi Wáng, O Wong)                                   | Triệu Hưng (趙興, Zhào Xìng, Chiu Hing)                                       | 113 v.Chr.-112 v.Chr. |
| Dương Vương (陽王, Yáng Wáng)?                                     | Triệu Kiến Đức (趙建德, Zhào Jiàndé, Chiu Kin Tak)                            | 112 v.Chr.-111 v.Chr. |